# 摩耶夫人

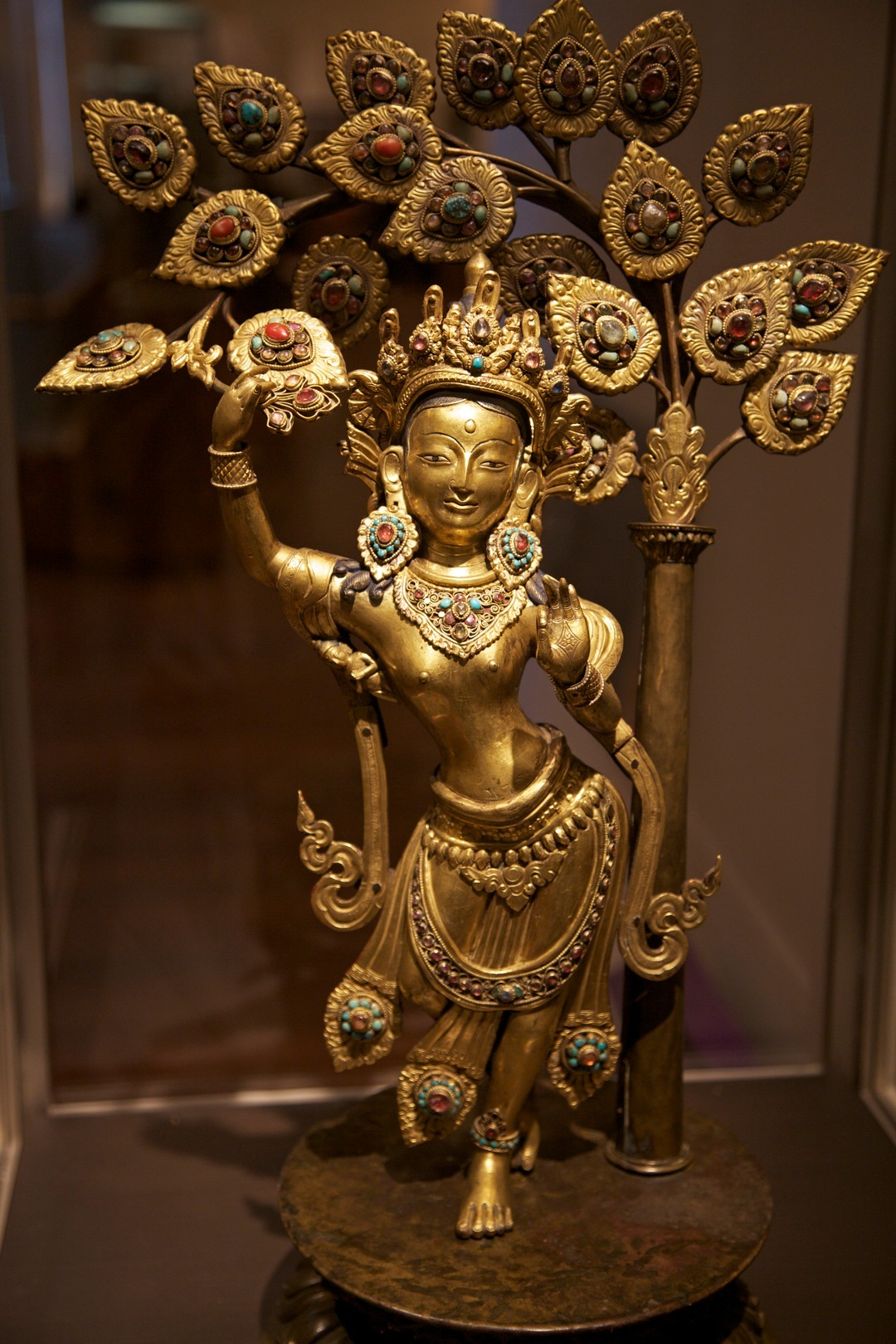
摩耶夫人

摩耶夫人（まや-ふじん/ぶにん、パーリ語またはサンスクリット: Māyā、माया、マーヤー）は、ゴータマ・シッダッタ（またはガウタマ・シッダールタ）釈迦 の生母である。
ただし「マーヤー(Māyā)」は一般にこの人物の名前だとされているものの、近年の学説では、母を意味するmātāの俗語形であって本名ではない、ともされている。

## 経歴

### 産前
生没年不詳。コーリヤ族の出身とされ、釈迦族の王シュッドーダナ（浄飯王）に嫁いだ。

### 出産
紀元前566年（紀元前624年、紀元前463年とする説もある）にシッダッタを生み、シッダッタの生後7日後に没した。また没して後は忉利天に転生したと仏伝には記される 。シッダッタはその後、マーヤーの妹であるマハー・プラジャパティー（摩訶波闍波提）に育てられた。それは、シュッドーダナがマハー・プラジャパティーを後の王妃としたということのようである。 
『ラリタ・ヴィスタラ』（『普曜経』、『方広大荘厳経』）などによれば、マーヤーはヴァイシャーカ月に6本の牙を持つ白い象が胎内に入る夢を見てシッダッタを懐妊したとされており、その出産の様も、郷里に帰る途中に立ち寄ったルンビニーの園で花（北方伝ではアショーカ樹〈無憂樹〉、南方伝ではサール〈娑羅双樹〉）を手折ろうと手を伸ばしたところ、右脇から釈迦が生まれたと伝える。これは『リグ・ヴェーダ』10.90.11-12 プルシャの歌でプルシャ（原人と訳されることもある）を解体した際、両腕からラージャニアが生まれたことから、ラージャニアすなわちクシャトリア階級の出産は脇から生まれたと表現されることによる。
出産日は北方伝では旧暦4月8日、南方伝ではヴァイシャーカ月（グレゴリオ暦4月–5月）の満月の日とされる。

### 母として
天上の摩耶夫人は『摩訶摩耶経』や『華厳経』入法界品などの仏典にしばしば登場する。ことに『摩訶摩耶経』に収められている釈迦が悟りを得て後、忉利天の天上に上って摩耶夫人に報告したとされる説話は有名で、その帰途の様を「三道宝階」と呼び、仏教美術の好題材のひとつとなっている。

## 信仰
如上のインドにおける信仰が、中国・日本に伝播し、ことに日本においては日蓮宗の寺院で摩耶夫人を尊崇することが多い。一般には安産・子育て・婦人病などの利益をもたらすとされているが、明恵上人や泉鏡花のように幼時に母を亡くした「母恋い」の心から信仰を行う人も少なくない。